# اوزکان (امیرداغ)
اوزکان (به ترکی استانبولی: Özkan) یک منطقهٔ مسکونی در ترکیه است که در امیرداغ واقع شده‌است.